# Genesis Rhapsodos
Genesis Rhapsodos (ジェネシス ・ラプソードス, Jeneshisu Rapusōdosu), originalmente conocido como G es un personaje misterioso que aparece en Crisis Core: Final Fantasy VII y Dirge of Cerberus: Final Fantasy VII. Tiene una edad aproximada de 25 años y es un SOLDADO 1ª clase.

## Historia

### Infancia
Genesis Rhapsodos fue producto del Proyecto G. Sin embargo creció sin saberlo en la aldea de Banora junto con Angeal Hewley (quien también fue fruto de un experimento) quien fue su amigo de la infancia a pesar de sus diferencias sociales (Genesis era el hijo del dueño de Banora, y su familia poseía muchas posesiones y tenía muchísimo dinero, y la familia de Angeal era pobre). Más adelante decidió unirse a SOLDADO a causa de la gran admiración que sentía por Sephiroth. Lo que hizo que al final Génesis, Angeal y Sephiroth fueran compañeros y los únicos en ser SOLDADO primera clase por un tiempo.
A pesar de la amistad Génesis busca convertirse en un héroe y vencer a Sephiroth por lo que acaban luchando y Génesis termina herido.

### Traición a Shinra
Génesis, incapaz de aceptar que es un monstruo, abandona la compañía y deserta junto a un grupo de miembros de SOLDADO, crea clones suyos y asume los objetivos de un monstruo, venganza y dominar el mundo. Crea un ejército de clones similar al que creará Sefirot más tarde, solo que mucho más violentos. También desaparece el científico Hollander con el que Génesis hace un trato. 
Hollander le cuenta su verdadero pasado y su parte en el proyecto G y le ofrece ayuda para parar su degradación aunque en el fondo lo único que quiere es seguir con el experimento.

### Guerra
Tras la deserción de Génesis, Lazard manda a Zack y Angeal para encontrarle, sin embargo Angeal acaba renunciando y los clones atacan Midgar, ofreciendo a Génesis la oportunidad de matar a Hojo, siguiendo las instrucciones de Hollander.
Áun con todo Génesis sigue degradándose por lo que se desplaza a Modeoheim, intentado hallar una cura, hasta que se da cuenta de que Hollander lo está engañando, cuando intenta matarlo Zack lo impide y, después de luchar, Génesis aparentemente muere.
Sin embargo aparece posteriormente y es causante de la locura de Sephiroth al contarle la verdad sobre Jenova. No obstante como necesita las células de Jenova para parar la degradación le ofrece a Sephiroth el unirse a él a lo que este rechaza, pensando que lo que le ha contado es una mentira. Todo eso produce al final la captura de Zack y Cloud por lo que Zack al liberarse buscará a Génesis en Banora quien está buscando el don de la diosa para parar la degradación. Zack le dice que está equivocado y lo deja confundido ante lo cual Génesis se une con la corriente vital formando un monstruo llamado Genesis Avatar que es vencido por Zack, ante lo cual, Génesis queda noqueado y Zack lo lleva fuera de la cueva.
Cuando Génesis despierta se da cuenta de que el don de la diosa era el honor de SOLDADO y dos miembros de Deep Ground (Weiss y Nero) se llevan su cuerpo para convertirlo en uno de los suyos.

## Personalidad
Al principio se muestra a Genesis como un desertor, arrogante y en apariencia simple, aunque según pasa la historia se muestra más definido y complejo.
Al ser adoptado se siente traicionado, lo que es una de las razones del abandono de SOLDADO.

## Arma
Génesis porta un estoque de doble filo que sirve para ataques cercanos y mágicos. Posee una ranura para materia con la que recubrir el filo con magia.

## Curiosidades
- En Crisis Core: Final Fantasy VII Génesis tiene un club de fanes llamado Cuero Rojo.

- El diseño de Génesis Rhapsodos está basado en el famoso cantante japonés Gackt.
- Al final de Dirge of cerberus hace una aparición haciendo pensar que habrá una secuela donde él será un personaje importante